# شهر عسل بدون إزعاج
شهر عسل بدون إزعاج هو فيلمٌ مصريٌ أُصدر سنة 1968 من إخراج عبد المنعم شكري، وأحمد فؤاد مخرجًا مساعدًا، وهو من بطولة ناهد شريف، وحسن يوسف، ومحمد عوض، وحسن حامد، وأمين الهنيدي ويوسف عوف. وكتب السيناريو كلٌّ من عصمت خليل وأحمد عبد الوهاب.

## القصة
«منير» طبيب شاب يعيش في الإسكندرية يتزوج من فتاة يحبها رغم إرادة والده الصعيدي. يقرأ الأب الخبر في الجرائد فيثور ويقرر قتل ابنه إلا أنه يفاجأ بخبر خروج «مدبولي» من السجن والذي بينه وبين «مدبولي» ثأر قديم. يعرف الأب أن «مدبولي» ينوى قتل «منير» آخذًا بالثأر وتحدث مطاردات حيث يتصور «مدبولي» أن الممرض الذي قابله في العيادة هو «منير»، ثم يكتشف «مدبولي» الحقيقة ويحاول قتل «منير» إلا أنه يفشل مجددًا ويسقط في الماء ويشرف على الغرق فينقذه «منير» ويأسره هذا الموقف فيكف عن محاولة القتل. يتزوج الأب من امرأة تعرف عليها في الفندق بمنطقة العلمين، ويستكمل العروسان الاستمتاع بشهر العسل.

## طاقم التمثيل
- ناهد شريف
- حسن يوسف
- محمد عوض
- حسن حامد
- أمين الهنيدي
- يوسف عوف

## وصلات خارجية
- شهر عسل بدون إزعاج على موقع الدهليز
- شهر عسل بدون إزعاج على موقع قاعدة بيانات الأفلام العربية